# ایستگاه اتوبوس
ایستگاه اتوبوس فضایی مشخص در معابر است که برای توقف کوتاه مدت اتوبوس به منظور پیاده و سوار کردن مسافران طراحی و اختصاص داده می‌شود. ایستگاه‌های اتوبوس ممکن است مسقف، دارای صندلی، نقشه، بلندگو، نمایش گر و نیز دیواره‌های شیشه ای باشند، اما معمولاً در مسیرهای کم تردد تنها شامل یک علامت ایستگاه اتوبوس هستند. ایستگاه‌های اتوبوس ممکن است محدود به یک خط اتوبوس رانی باشند یا محل توقف و تعویض اتوبوس برای چند خط مختلط باشند. گاه ایستگاه‌های اتوبوس در کنار هم و در قالب یک پایانه یا محل تعویض خط قرار می‌گیرند.

## تقسیمات عملیاتی
ایستگاه‌های اتوبوس ممکن است تنها به «پیاده کردن» یا تنها به «سوار کردن» اختصاص یابند. برای مثال، ایستگاه‌های انتهای یک خط اتوبوسرانی تنها ویژه پیاده کردن مسافران هستند. در یک دسته‌بندی دیگر می‌توان ایستگاه‌ها را به شرح زیر تقسیم‌بندی کرد:
- ایستگاه زمان‌بندی شده: در این نوع ایستگاه بدون توجه به وجود یا تقاضای مسافران، اتوبوس موظف به توقف طبق برنامه زمان‌بندی شده است.
- ایستگاه تقاضا-محور: در این دسته ایستگاه‌ها، اتوبوس تنها در صورت وجود مسافر در ایستگاه یا تقاضای مسافر برای پیاده شدن، توقف می‌کند.
- ایستگاه آزاد: در این روش، اتوبوس هرجا که مسافر تقاضا کند توقف و اقدام به مسافرگیری یا تخلیه مسافرین می‌کند.[۱]

علاوه بر موارد فوق، انواع عملیاتی دیگری از ایستگاه نیز ممکن است وجود داشته باشد. برای مثال:
- ایستگاه بدون توقف: ایستگاهی که اتوبوس به دلایلی در آن توقف نمی‌کند. برای مثال اتوبوسهای سریع‌السیر ممکن است برخی ایستگاه‌ها را رد کنند.
- ایستگاه دروغین: برای برخی بیماران روانی که نیاز به نشستن در ایستگاه دارند.

## ممنوعیت پارک در حریم ایستگاه‌های اتوبوس ایران
براساس قوانین ایران پارک در حریم میدان‌ها، تقاطع‌ها و مکان‌هایی که سبب بروز خطر می‌شود (از جمله ایستگاه‌های اتوبوس) و پارک دوبل «که ظرفیت معابر یا بسته شدن راه را موجب شود»، مشمول انتقال خودرو با جرثقیل می‌شود. ایستگاه‌های اتوبوس ایران غالباً با خط‌کشی بر روی زمین مشخص شده‌اند، سازمان اتوبوسرانی متولی رسیدگی به خط‌کشی ایستگاه‌های اتوبوس است، و پارک هر گونه خودرو یا وسیلهٔ نقلیهٔ شخصی دیگر در درون حریم این خط‌کشی تخلف می‌باشد.
توقف خودروهای شخصی در ایستگاه‌های اتوبوس در سطح شهر باعث کندی ترافیک و مسدود شدن مسیر و در بسیاری از مواقع نیز موجب وقوع تصادف شده است. هم‌چنین در این دست مواقع اتوبوس‌ها با مسدود کردن خیابانهای کم عرض مسافران را سوار و پیاده می‌کنند، که خود عامل کندی رفت و آمد و وقوع تصادفات است.
امروزه در کشور ایران توقف در ایستگاه‌های اتوبوس به شدت رواج یافته تا جایی که ایستگاه‌های اتوبوس به پارکینگ‌های شخصی رانندگان تبدیل شده است؛ و حتی در خیابان‌های کم‌عرضِ شهرها نیز رانندگانِ خودروهای شخصی با بی‌توجهی به این تخلف، حریم ایست و توقف اتوبوس‌های شهری را نادیده می‌گیرند؛ که این تخلف در بسیاری از مواقع باعث بروز تصادفات شده و خساراتی را به بار آورده است.
بنا به اعلام پلیس راهنمایی و رانندگی ایران وسایل نقلیه ای که داخل ایستگاه‌های اتوبوس توقف کنند، به پارکینگ منتقل خواهند شد؛ و مأموران پلیس راهنمایی و رانندگی در سطح شهرها، در صورت مشاهده توقف خودروهای شخصی در این ایستگاه‌ها، علاوه بر اعمال قانون راننده متخلف، می‌توانند خودروی مذکور را نیز به پارکینگ منتقل کنند؛ و نیروهای راهنمایی و رانندگی با رانندگان متخلفی که خودروهای خود را در نقاط ممنوعه مانند ایستگاه اتوبوس پارک می‌کنند، برخورد می‌کند.

## نگارخانه

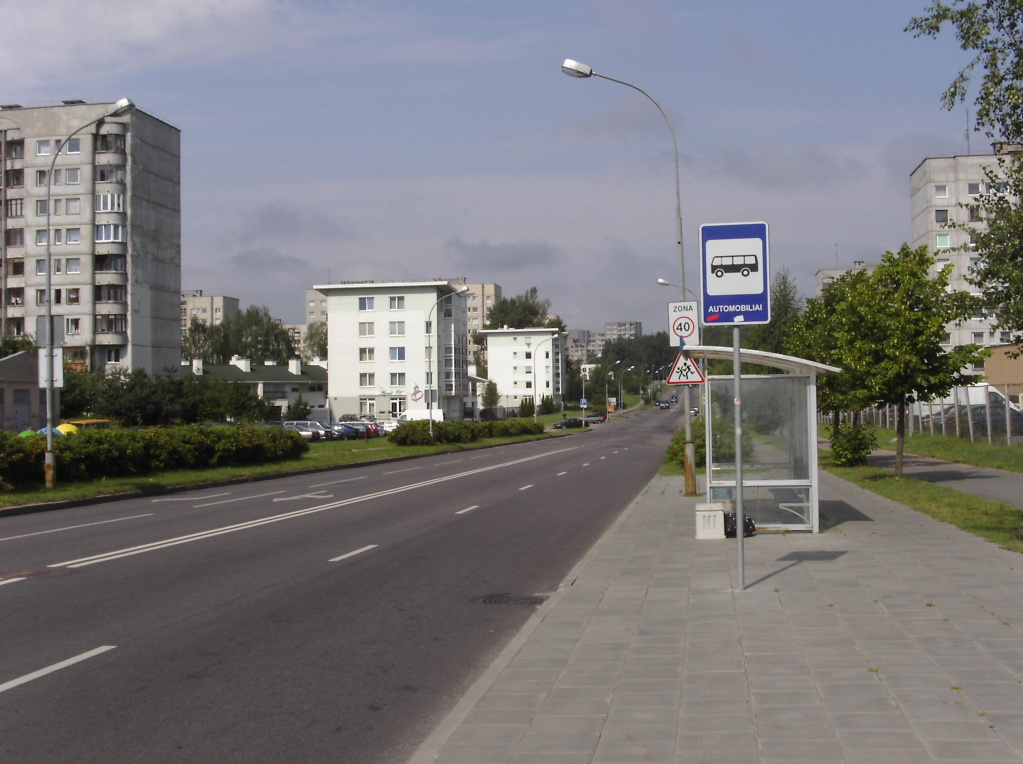
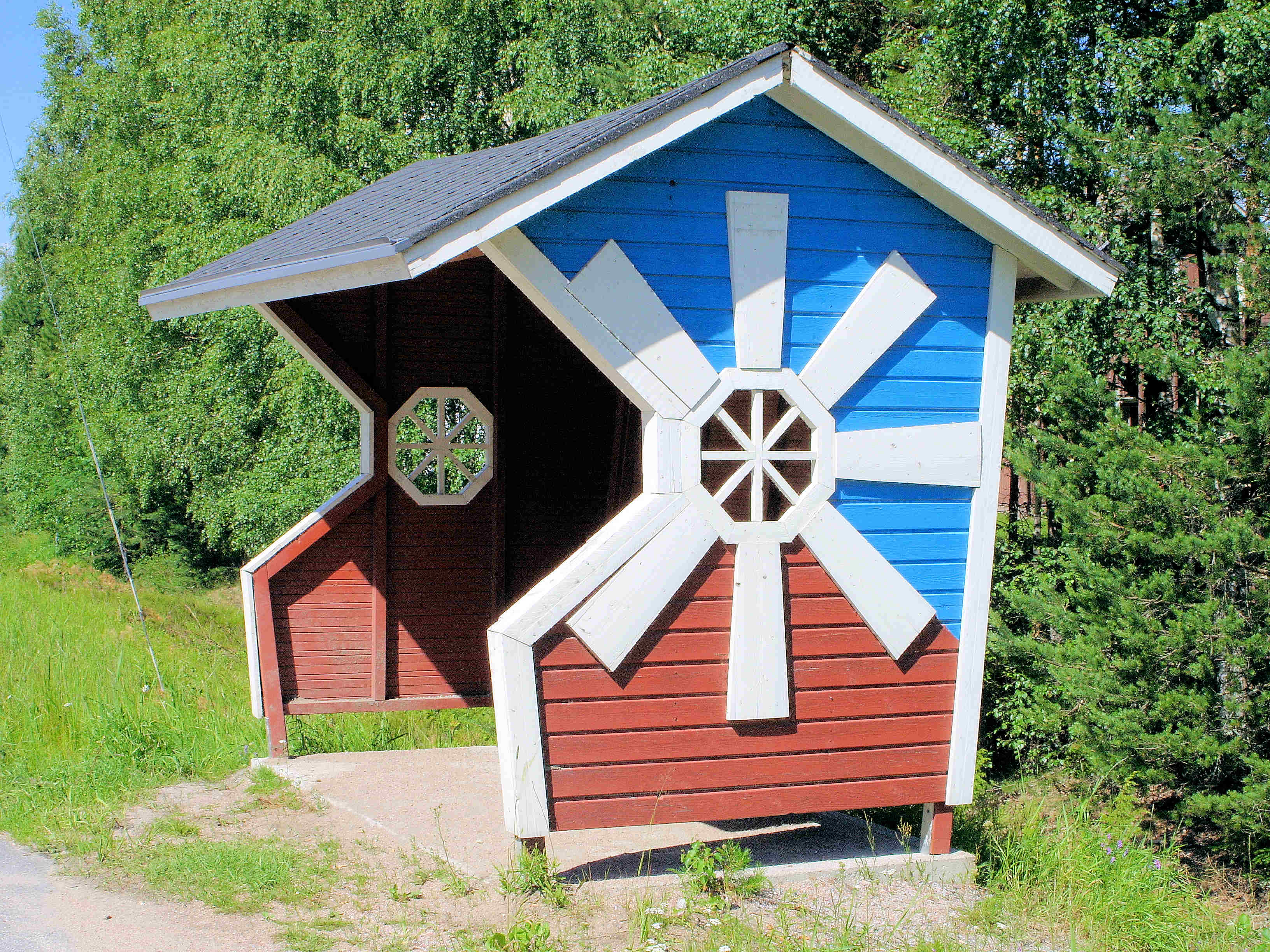
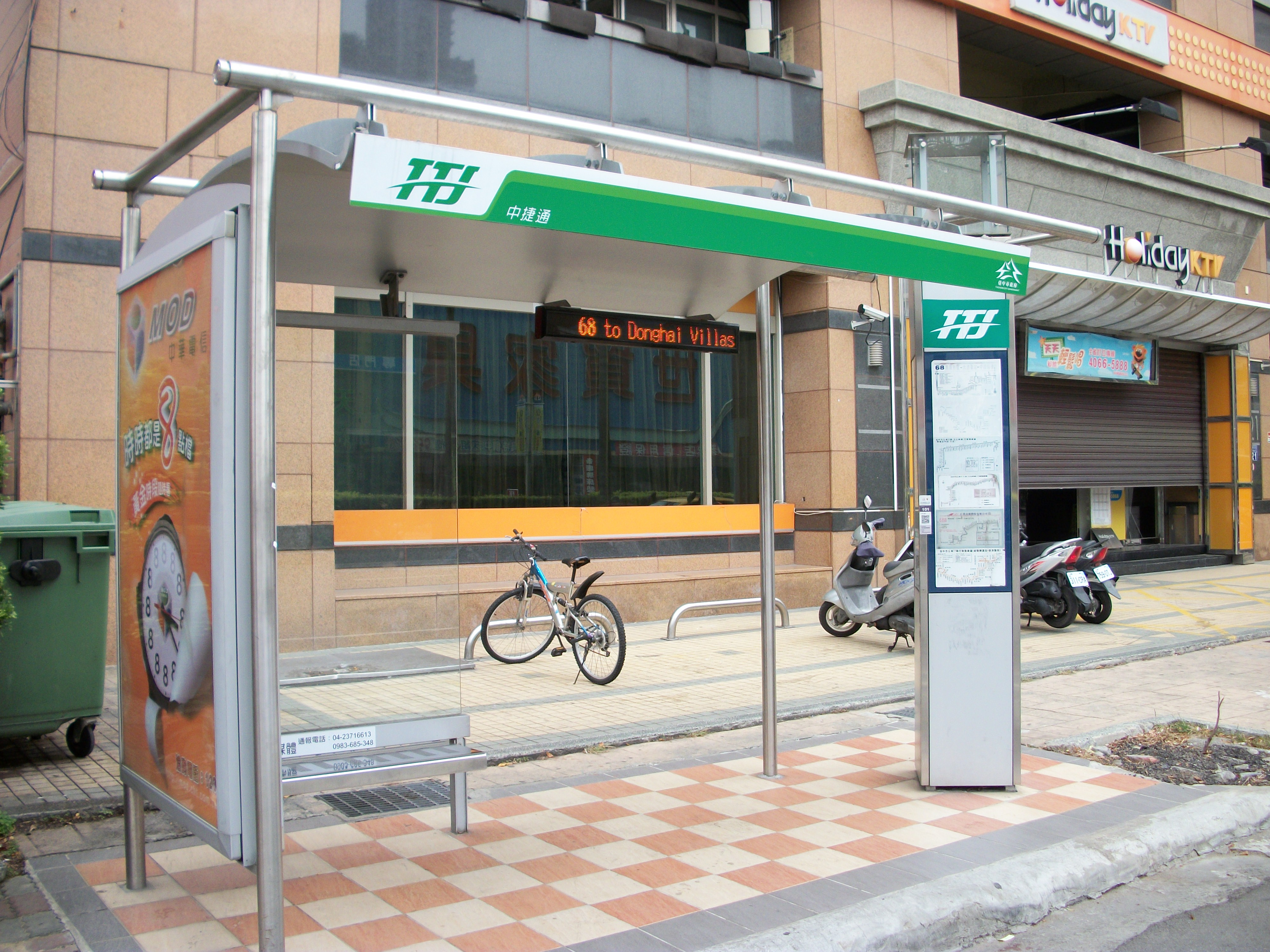
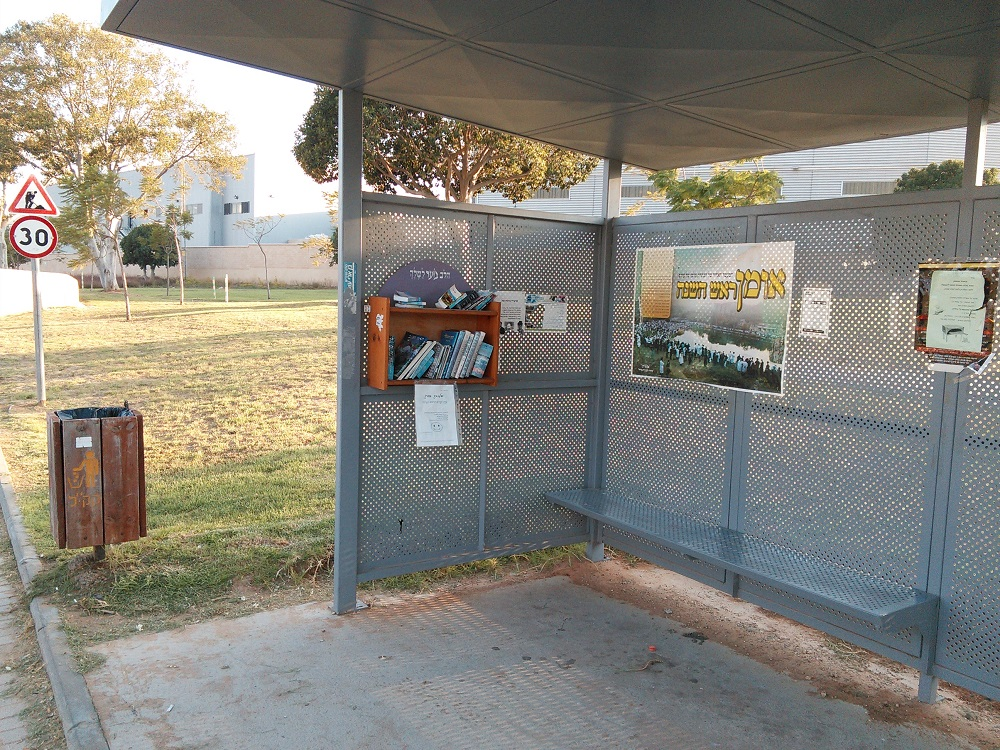
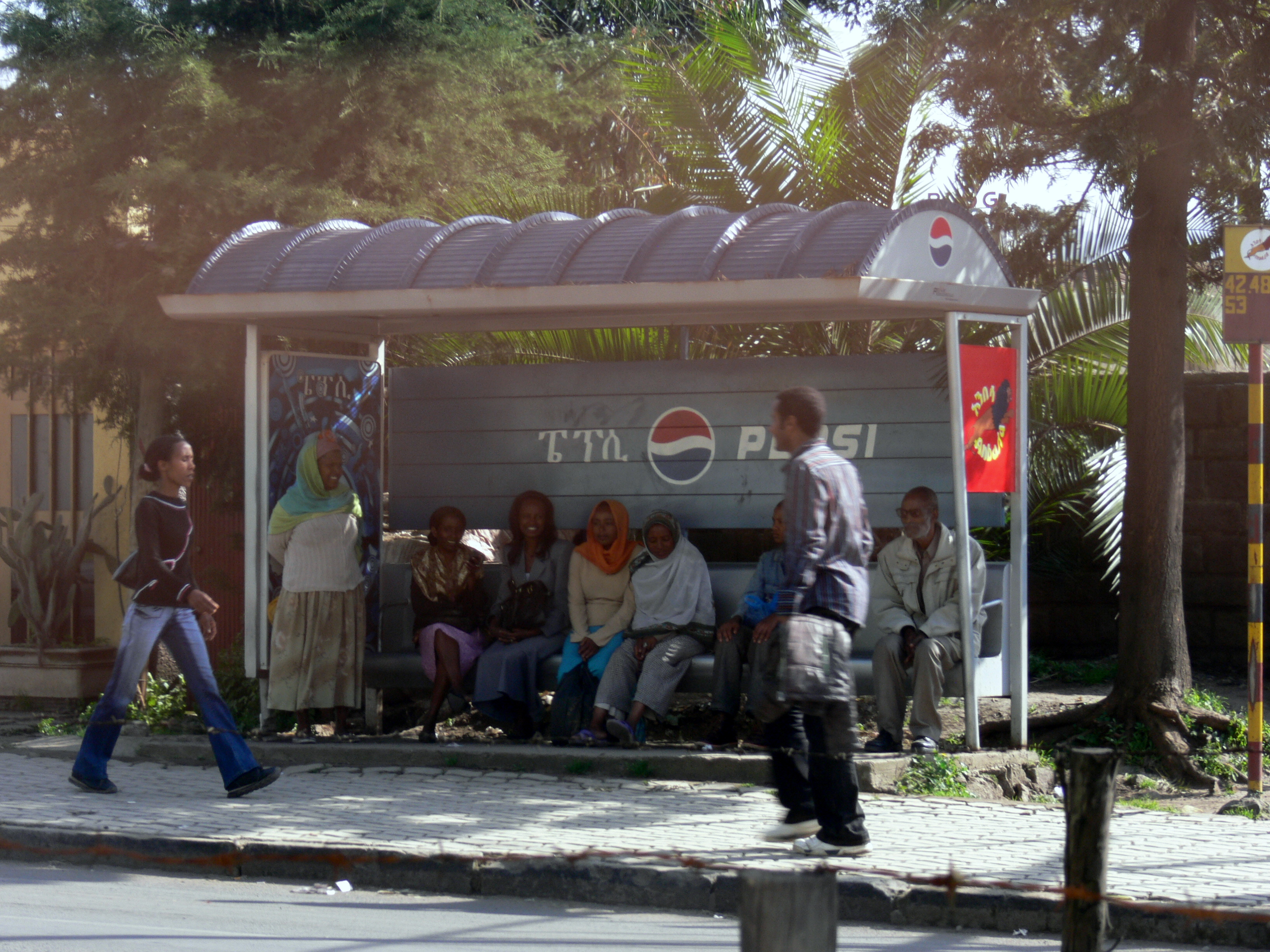